# Vipāka
Vipāka (sânscrito e pāli) é um termino budista que se refere à maturação do carma (kamma) ou acções intencionais. A teoria da acção cármica e seu resultado (kamma-vipāka) é uma crença central dentro da tradição budista.

## Definição
Vipāka ou fruto, é o resultado das nossas ações que nos outorga uma experiência que promove novamente uma predisposição (karma). Pode-se traduzir como resultado de uma acção, quer dizer, o efeito o fruição (karmavipāka) que segue ao carma.

## Traduções
O termo vipaka é traduzido como:
- efeito (Ven. D. Mahinda Thera[2])
- maturação (Keown, 2000, loc 810-813)
- amadurecimento (Harvey, 1990, p. 39[3])
- resultado